# Our Modern Maidens
Our Modern Maidens es una película muda dramática de Estados Unidos. Fue dirigida por Jack Conway en 1929. Protagonizada por Joan Crawford en su último papel en una película muda, también está protagonizada por Rod La Rocque, Douglas Fairbanks Jr. y Anita Page. Our Modern Maidens carece de diálogo audible, pero presenta una banda sonora sincronizada y efectos de sonido.

## Reparto
- Joan Crawford...Billie Brown
- Rod La Rocque...Glenn Abbott, también conocido  como "Dinamita"
- Douglas Fairbanks, Jr....Gil Jordan
- Anita Page...Kentucky Strafford
- Josephine Dunn...Ginger
- Edward Nugent...Reg
- Albert Gran...B. Bickering Brown

## Taquilla
Según los registros de MGM, la película ganó $ 675,000 en los Estados Unidos y Canadá y $ 182,000 en otros lugares, lo que resultó en una ganancia total de $ 248,000.